# Португалія на літніх Олімпійських іграх 1984
Португалія брала участь у Літніх Олімпійських іграх 1984 року у Лос-Анджелесі (США) ушістнадцяте за свою історію, і завоювала одну золоту (перша золота медаль за всю олімпійську історію Португалії) і дві бронзові медалі.

## Золото
- Легка атлетика, марафон, чоловіки — Карлуш Лопіш.

## Бронза
- Легка атлетика, чоловіки — Антоніу Лейтан.
- Легка атлетика, жінки, марафон — Роза Мота